# حمام (گونه معماری)

حمام علی قلی آقا، اصفهان، ایران

حمام یکی از اصول ایجاد حمام، راهرویی پیچ در پیچ در حد فاصل دهلیز و ورودی حمام بوده‌است. این مسئله باعث می‌شده که هوای گرم نتواند به‌طور مستقیم وارد شود. سپس وارد دهلیز شده (فضای برزخ) و بعد از ان بینه با رخت کن که محیطی نیمه گرم و نسبتاً خشک بوده قرار داشته‌است. بعد از این فضا نیز مستقیماً وارد گرمخانه نمی‌شدند و فضایی بنام میان در در این فاصله بوده‌است. در اینجا یک یا دو سکو جهت انداختن لنگ و دو لچه و اسباب حمام داشته و معمولاً راه دستشویی و مستراح از همین میان در بوده‌است. برای ستردن موهای زائد در قسمتی از بینهٔ سلمانی سر را می‌تراشید و محلی نیز در میان در جهت موهای زائد بوده و کسانی که نیاز به این کار نداشتند مستقیماً وارد گرمخانه می‌شدند این محل از زمان صفویه در داخل گرمخانه قرار گرفته و در ان میان دربسته اند.
فضای داخل گرمخانه به چند محل جهت کیسه کش، تمیز کردن و خزانه‌ها تقسیم می‌شده‌است. خزانه در حمام‌های کامل سه عدد بوده که یکی برای اب گرم، یکی برای اب سرد و در وسط ان دو، خزانه اب ولرم جای می‌گرفت.
حمام به گرمابه یا حمام سنتی کشور ترکیه گفته می‌شود. امروزه حمام ترکی یکی از جاذبه‌های توریستی کشور ترکیه است. که گرمابه های ایرانی است ولی ترکها آن را مصادره کرده اند.
در اصل این گرمابه ها ایرانی اند.

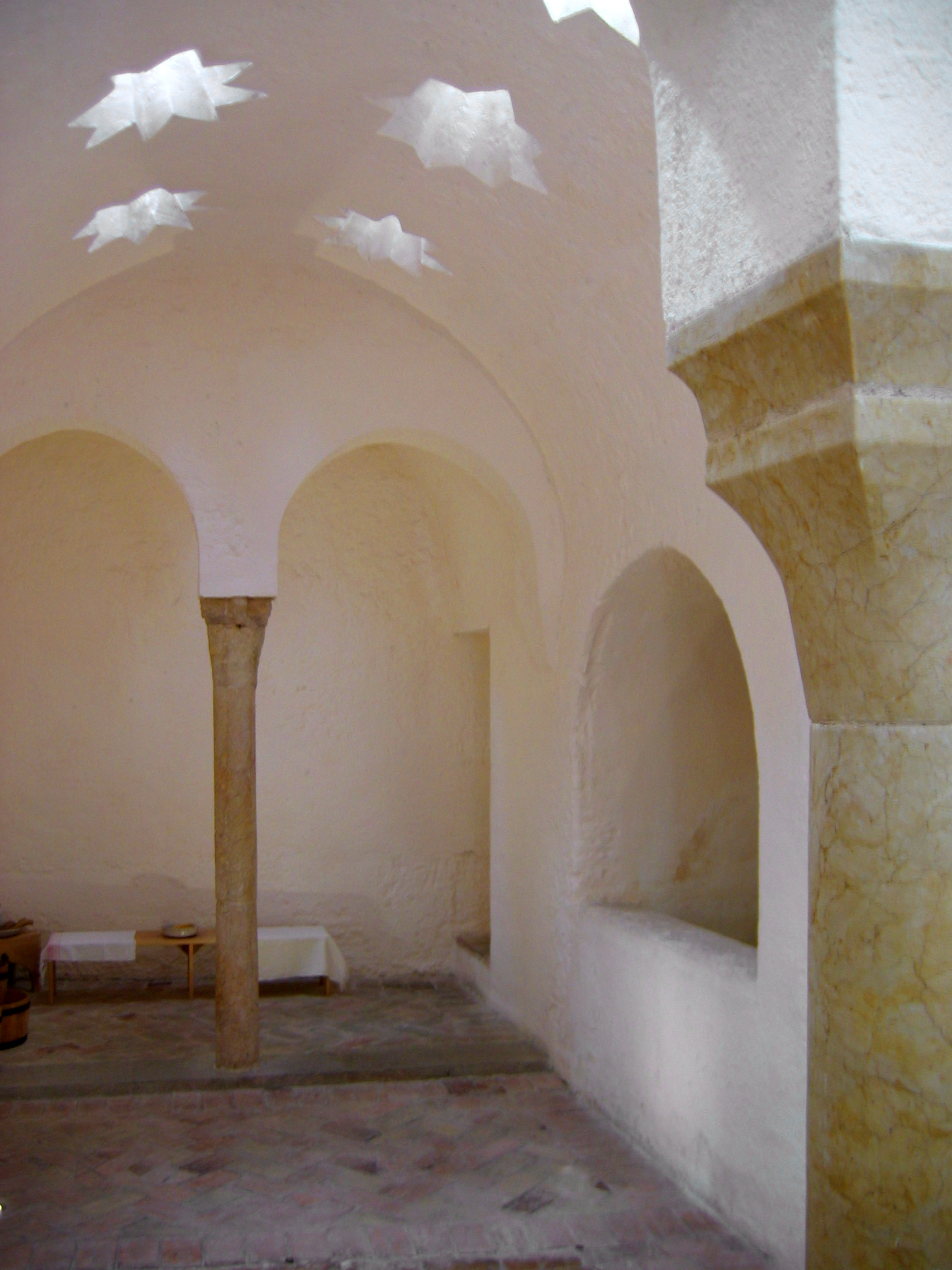
حمام ترکی در والنسیا در اسپانیا
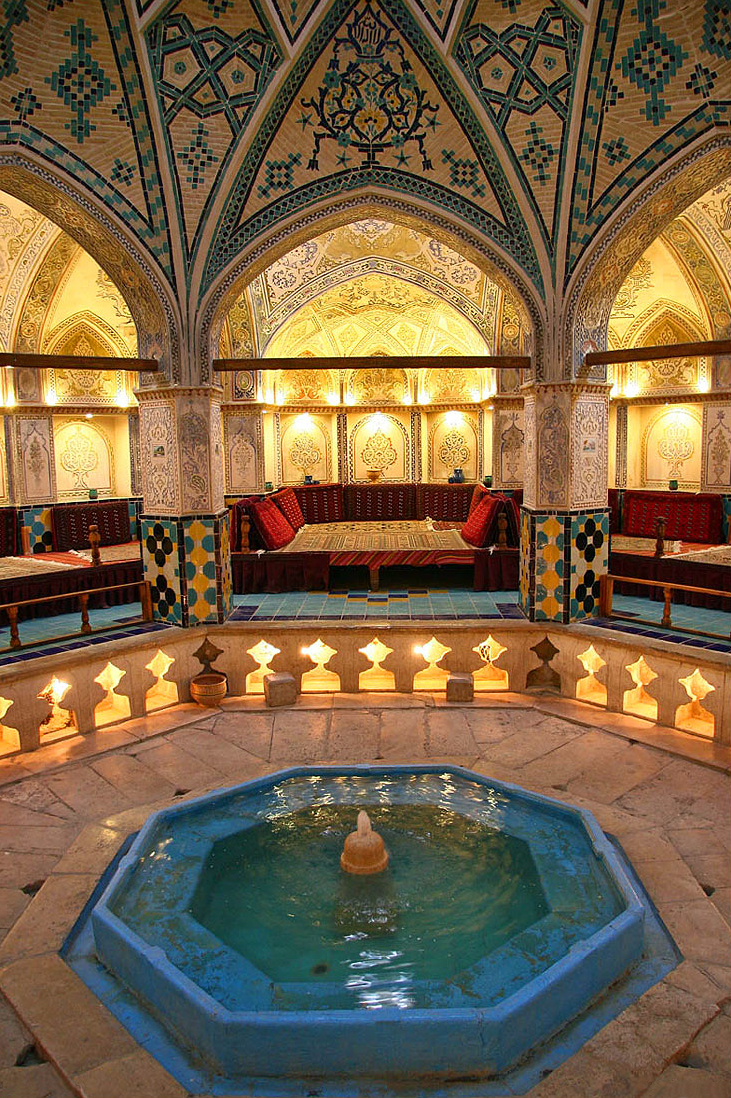
سلطان امیر احمد حمام ساخته‌شده در قرن ۱۶ میلادی در ایران. بخشی از حمام امروزه به‌عنوان چای‌خانهٔ سنتی استفاده می‌شود.
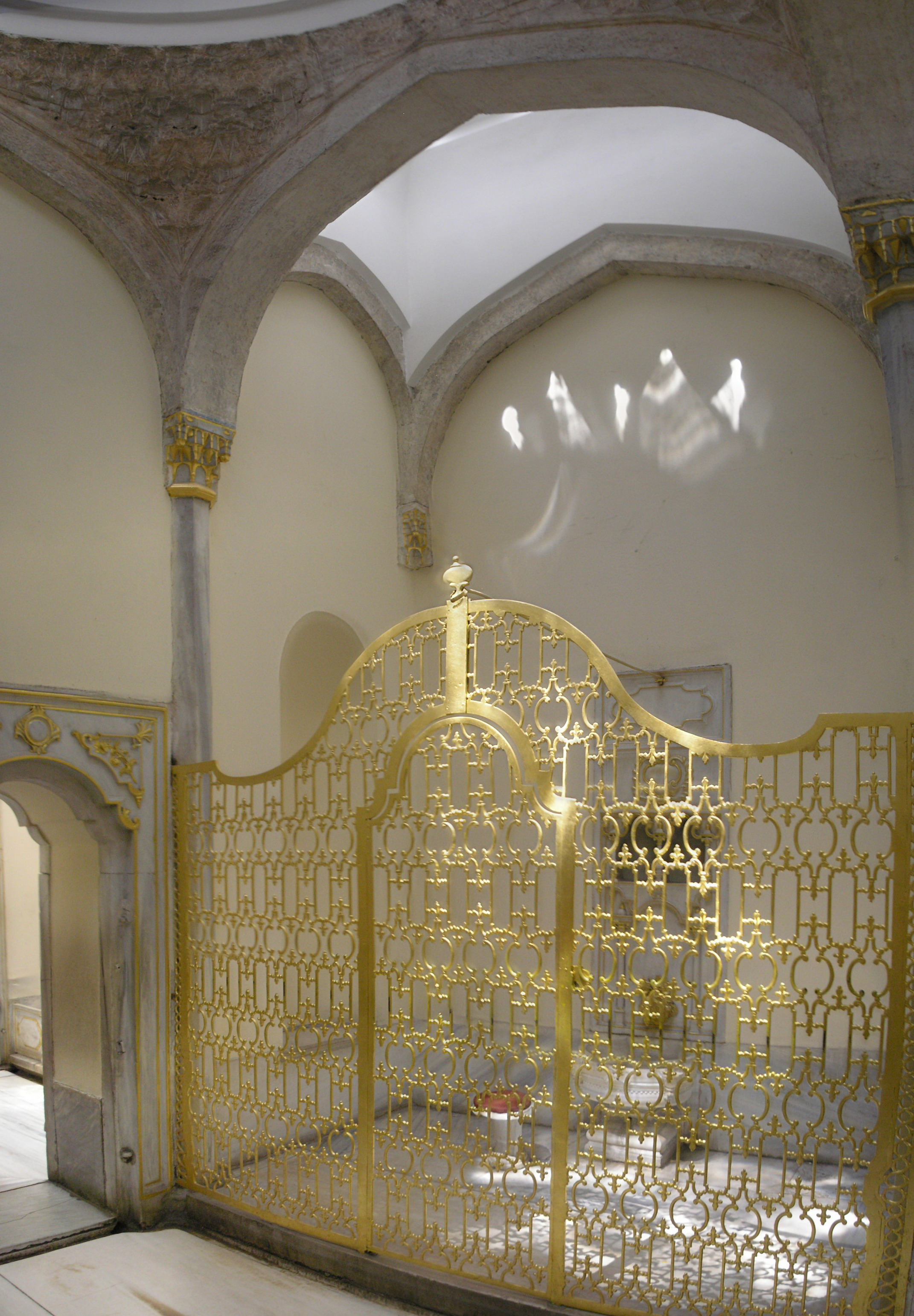
حمام سلطان در کاخ توپ‌قاپی در استانبول